# Benguet
Benguet est une province des Philippines située dans l'île de Luçon. La province recense 791 590 habitants (habitants de Baguio inclus) lors du recensement de 2015.

## Villes et municipalités
Municipalités
- Atok
- Bakun
- Bokod
- Buguias
- Itogon
- Kabayan
- Kapangan
- Kibungan
- La Trinidad
- Mankayan
- Sablan
- Tuba
- Tublay

Villes
- Baguio